# Barry Ackroyd
Barry Ackroyd (Oldham, 12 de maio de 1954) é um diretor de fotografia britânico. Como reconhecimento, foi nomeado ao Oscar 2010 na categoria de Melhor Cinematografia por The Hurt Locker.